# Master System

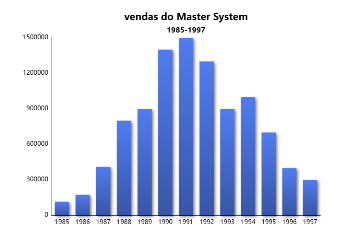
Vendas do Master System anuais (1985-1997)

Master System (マスターシステム, Masutã Shisutemu) é um console de videogame de 8-bits produzido pela Sega, para concorrer com o Nintendo Entertainment System.

## História

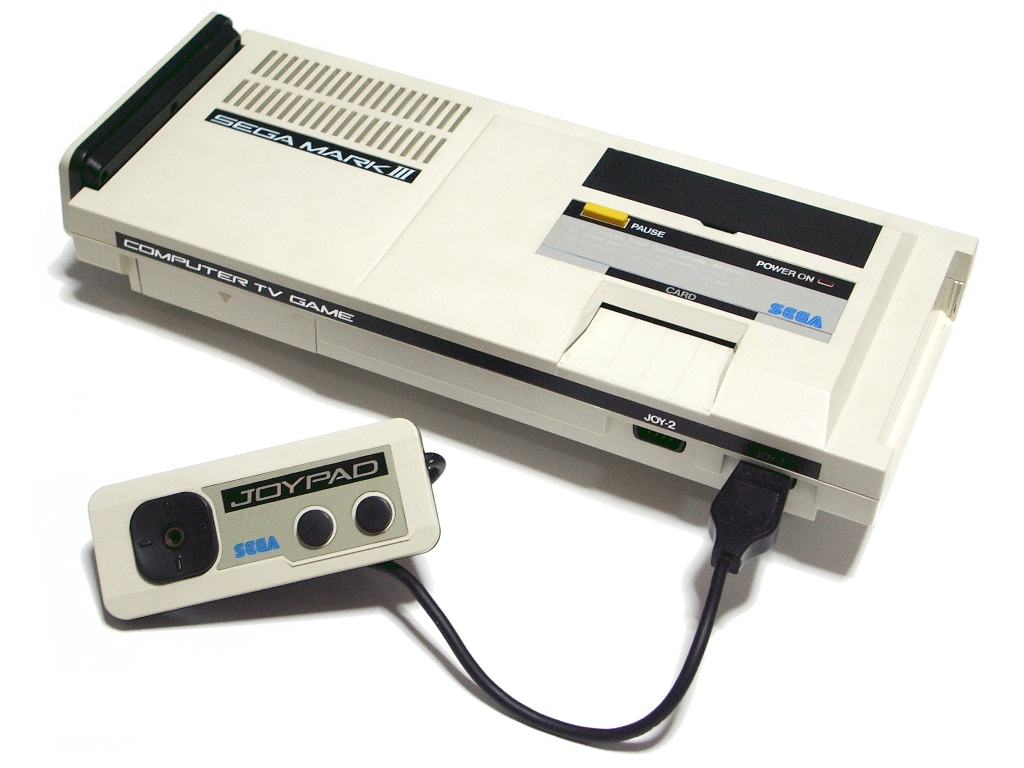
Sega Mark III, modelo original do Master System no Japão.

Lançado inicialmente no Japão em 1986, com o nome Sega Mark III, foi rebatizado internacionalmente Master System pela recém-estabelecida filial norte-americana da Sega. O nome veio atirando dardos em um quadro cheio de sugestões, e também evocava como haveria um "Master System" em contraste a um mais barato "Base System" com menos acessórios.
O console enfrentou grandes dificuldades devido à forte concorrência do Famicom da Nintendo, que possuía contratos de exclusividade junto às produtoras de jogos. O contrato não permitia que elas produzissem jogos para nenhum outro aparelho, fazendo com que o Master System dependesse principalmente dos lançamentos desenvolvidos pela Sega.
O baixo sucesso no Japão não evitou que a Sega lançasse o Master System no resto do mundo. Nos Estados Unidos o domínio da Nintendo também era muito grande, e logo a Sega vendeu os direitos de comercialização do Master System naquele país para a Tonka, que não conseguiu fazer um trabalho eficiente de divulgação e distribuição do console, fazendo com que a popularidade do aparelho fosse muito baixa.
Em 1990, após o lançamento do Sega Genesis, a SEGA recuperou os direitos de comercialização do Master System nos EUA e lançou uma versão com um novo desenho, chamado Master System II. Esse novo modelo era mais barato, mas por outro lado foram removidos o botão de Reset e a entrada para óculos 3D, impossibilitando a utilização desse acessório e dos jogos em formato de cartão (Sega Card). Além de não possuir conectores de áudio e vídeo, ele só podia ser conectado na TV por cabo RF, que apresenta uma pior qualidade de imagem e som.

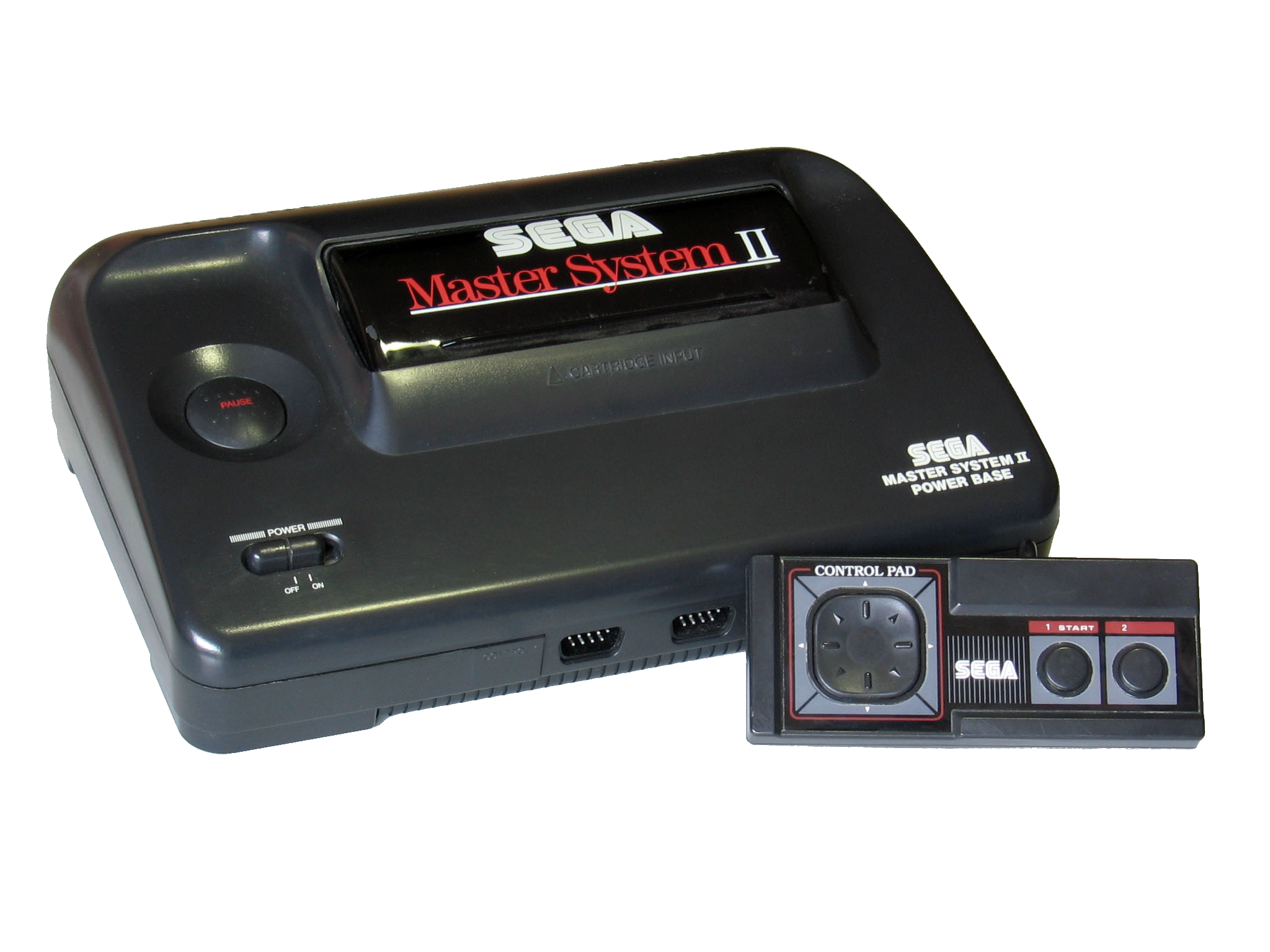
Master System II.

Na Europa a história foi diferente. O Master System foi bem aceito e se tornou popular. Alguns desenvolvedores europeus produziram jogos para o Master System e o aparelho teve suporte da Sega Europeia até 1996 (em contraste a Sega Americana, que desistiu do console já em 1992).
O sucesso do Master System se repetiu também na Austrália, um mercado que toma como base o mercado europeu.
Master System foi inicialmente lançado como Sega Mark III no Japão, contendo a adição do chip FM YM2413, sendo Outrun o primeiro jogo a usa-lo para gerar sons (em vez de utilizar o SN76489) quando este é devidamente detectado. Mas vale salientar que em 1987 a Sega também lançou no Japão a versão 'internacional' do console, com o mesmo design e o mesmo nome com o qual ficou famoso no resto do mundo: Sega Master System.
O fracasso do Master System nos EUA e Japão levou a Sega a grandes estratégias para fazer seu Mega Drive bem-sucedido nesses mercados (e também no Brasil e Europa).
O Master System atingiu seu pico de vendas anuais em 1991, quando vendeu 1,5 milhões de unidades no mesmo ano. Algo parecido com esses números de vendas ocorreram em 1990 e 1992, sendo em 1990, 1.4 milhões de unidades no mesmo ano e 1.3 milhões em 1992.

### No Brasil

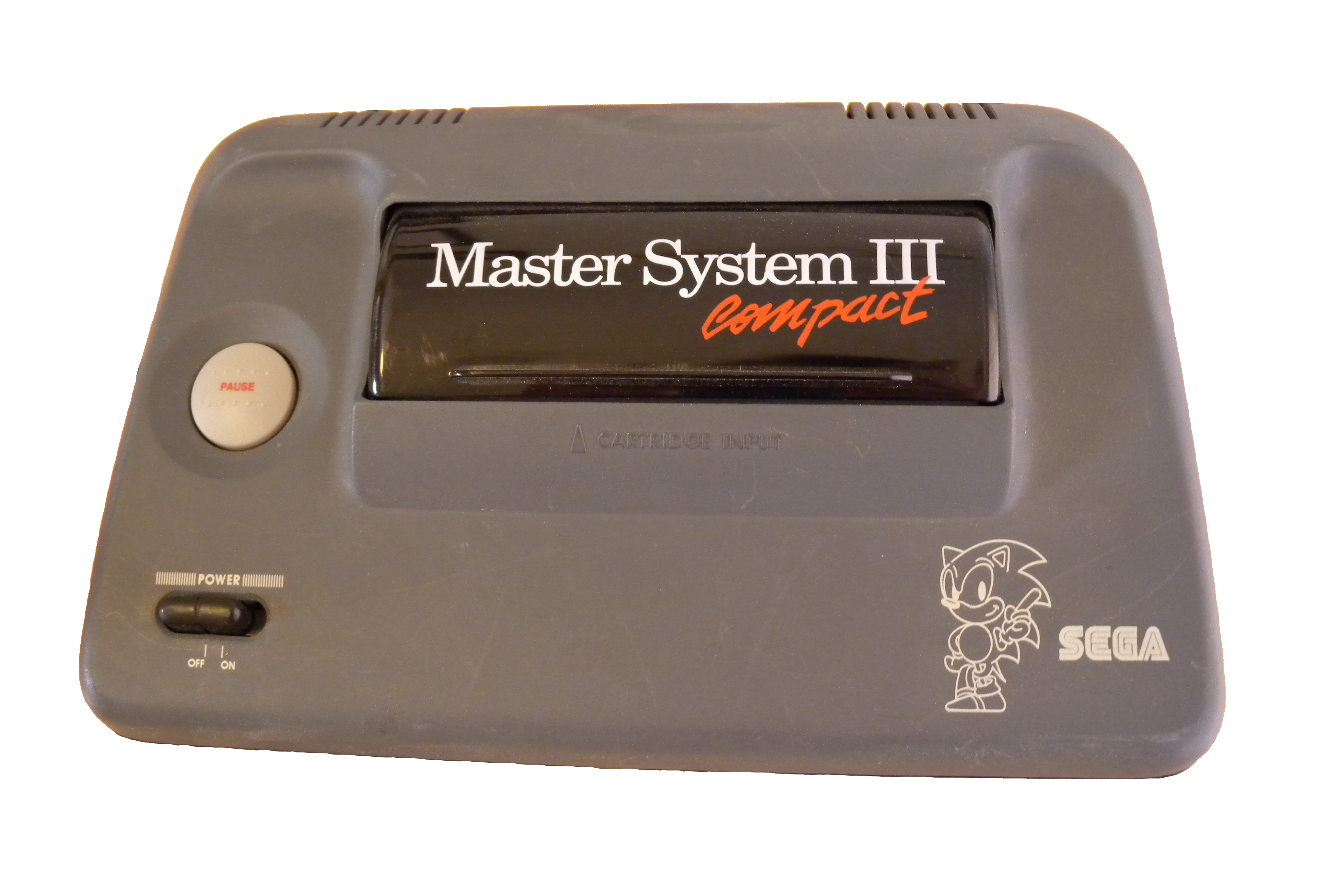
Master System III Compact.

No Brasil, o Master System marcou o início da parceria da Tec Toy, fabricante de brinquedos brasileira, com a fabricação de consoles da Sega. As duas empresas já haviam trabalhado juntas no licenciamento da pistola de luz Light Phaser de Zillion, que chegou ao mercado em abril de 1988. Lançado oficialmente no País em setembro de 1989, com os jogos Hang-On, Safari Hunt e Snail Maze na memória, tinha um preço alto para os padrões da época, de 1500 cruzados novos, que em valores atualizados para inflação em 2013, ficava em torno de 2800 reais. Os dois periféricos – a pistola e os óculos 3D – eram vendidos a 180 e 500 cruzados novos, respectivamente. Durante seu período inicial de vendas, teve como principais concorrentes, no País, o Dynavision II e o Phantom System, ambos clones de NES. Com expectativa de produzir 100 mil unidades do console em 1989, a Tec Toy conseguiu entregar apenas 89 mil unidades aos revendedores, devido à falta de componentes e atrasos.
À época, o lançamento do Master System foi considerado um sucesso de vendas. Estimado para US$40 milhões, o faturamento da Tec Toy em 1989 contabilizou 66 milhões de dólares, sendo que metade disso foi atribuído ao console da Sega. Um ano depois, no final de 1990, a base de Master System instalada no Brasil já contava com cerca de 280 mil unidades e 65% do mercado, e ainda tendo um alto interesse do público mesmo que a Tec Toy estivesse na época lançando o sucessor Mega Drive, em contraste a como o Master System foi descartado nos Estados Unidos com a chegada do outro console. Em retrospecto, o êxito do console é atribuído aos fortes investimentos publicitários da Tec Toy: a campanha de lançamento, que se estendeu até o Natal de 1989, custou 2 milhões de dólares, incluindo um comercial de um minuto que custou US$160 mil e contava com efeitos 3D feitos em Los Angeles, enfatizando um dos diferenciais do console, os jogos em 3D com uso de um óculos. A empresa buscou lançar um grande e variado número de jogos todo mês para agradar um amplo público, e teve iniciativas para divulgar os jogos e ajudar o público no Hot Line, serviço telefônico com dicas para jogos que chegou a receber 50 mil ligações mensais; um clube para sócios, o Master Clube; a organização de campeonatos dos jogos; e o programete Master Dicas nos intervalos da Sessão Aventura da Rede Globo.
O mercado brasileiro recebeu adaptações de vários títulos lançados. Desde traduções dos nomes, como California Games, que virou Jogos de Verão no Brasil, a alterações mais complexas, começando com a tradução de Phantasy Star que se estendeu para a troca de personagens (geralmente através da substituição de sprites) para atender a licenciamentos especiais no Brasil. Entre esses, destacam-se Mônica no Castelo do Dragão (com a Turma da Mônica), baseado em Wonder Boy in Monster Land, e Chapolim x Drácula – Um Duelo Assustador, versão de Ghost House, estrelado por Chapolin Colorado. Para estender a vida útil do console, também converteu jogos lançados para o portátil Game Gear de volta ao Master System, caso de Sonic Blast. Além disso, portou jogos inéditos, como Street Fighter II, em 1997, que transformou-se no jogo de maior tamanho (em MiB) do sistema.

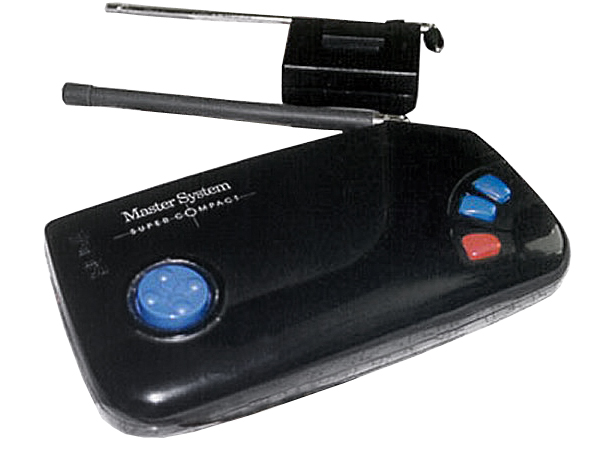
Master System III Super Compact: console tinha a opção de pilhas. Controle e entrada para cartucho no mesmo lugar.

Em termos de modelos específicos, o Master System do lançamento brasileiro era o mesmo vendido nos Estados Unidos. O Master System II, porém, foi lançado de forma independente pela Tec Toy em abril de 1991. Era idêntico ao original, mas com preço reduzido (70 mil cruzeiros) e a inclusão de Alex Kidd in Miracle World. Já o Master System III Compact ganhou um novo desenho, o mesmo empregado no modelo Master System II que era comercializado na Europa e nos EUA. Com o passar dos anos, a empresa lançou 45 versões do produto, incluindo as portáteis. Em meados da década de 2000 as novas revisões descartavam a entrada de cartucho para apenas ter vários jogos na memória, com a última, de 2011, sendo o Master System Evolution, com preço sugerido de 199 reais e 132 jogos na memória.
O perfil do consumidor do Master System foi sendo alterado conforme novas gerações de consoles chegavam ao mercado, fazendo com que a Tec Toy reposicionasse o produto com preços mais acessíveis em relação aos novos concorrentes. Dessa forma, em 2012, junto ao Mega Drive, vendia 150 mil unidades por ano, o que permitiu que mantivesse a liderança em vendas de videogames no Brasil. Com uma base instalada de 5 milhões de consoles, permanece em fabricação mesmo após mais de vinte anos de seu lançamento.

## Características
O Master System original aceita jogos em cartuchos e cartões. O tamanho máximo de um jogo em cartão é de 32KBits, enquanto o maior jogo lançado em cartucho possui 8MBits. O suporte a cartões foi abandonado nas versões posteriores do aparelho.
Existem diferenças entre o Master System original lançado no Japão e o modelo comercializado no resto do mundo. No modelo japonês o slot de cartuchos é de tamanho diferente, no lugar do botão RESET existe o botão RAPID FIRE (que ao acionado habilita a repetição automática das ações ativadas pelos botões dos controles), existe uma entrada para o plug do óculos 3D que dispensa assim o uso do adaptador, e vem com um chip de som FM (YM2413) que possibilita músicas muito mais elaboradas (infelizmente esse chip foi removido na versão vendida no resto do mundo). Excluindo essas diferenças, visualmente o desenho do aparelho é idêntico à versão lançada no resto do mundo. (OBS: O design do Mark-III, porém, era completamente diferente).
Apesar da diferença de tamanho do slot de cartuchos entre o aparelho japonês e o aparelho lançado em outras regiões, é possível rodar os jogos lançados no resto do mundo no aparelho japonês, desde que se construa um adaptador. O contrário já não é possível, pois os jogos disponibilizados no mercado Japonês não possuem um cabeçalho que é requerido pelos Master System lançados fora do Japão, além disso, determinados títulos apresentam criptografia no restante de seu código, cuja chave somente é implementada em cartões SD de aparelhos japoneses. Existem projetos caseiros que resolvem esse problema, mas envolve alterar a BIOS do Master System, uma operação às vezes complicada para usuários sem experiência com hardware.

## Acessórios

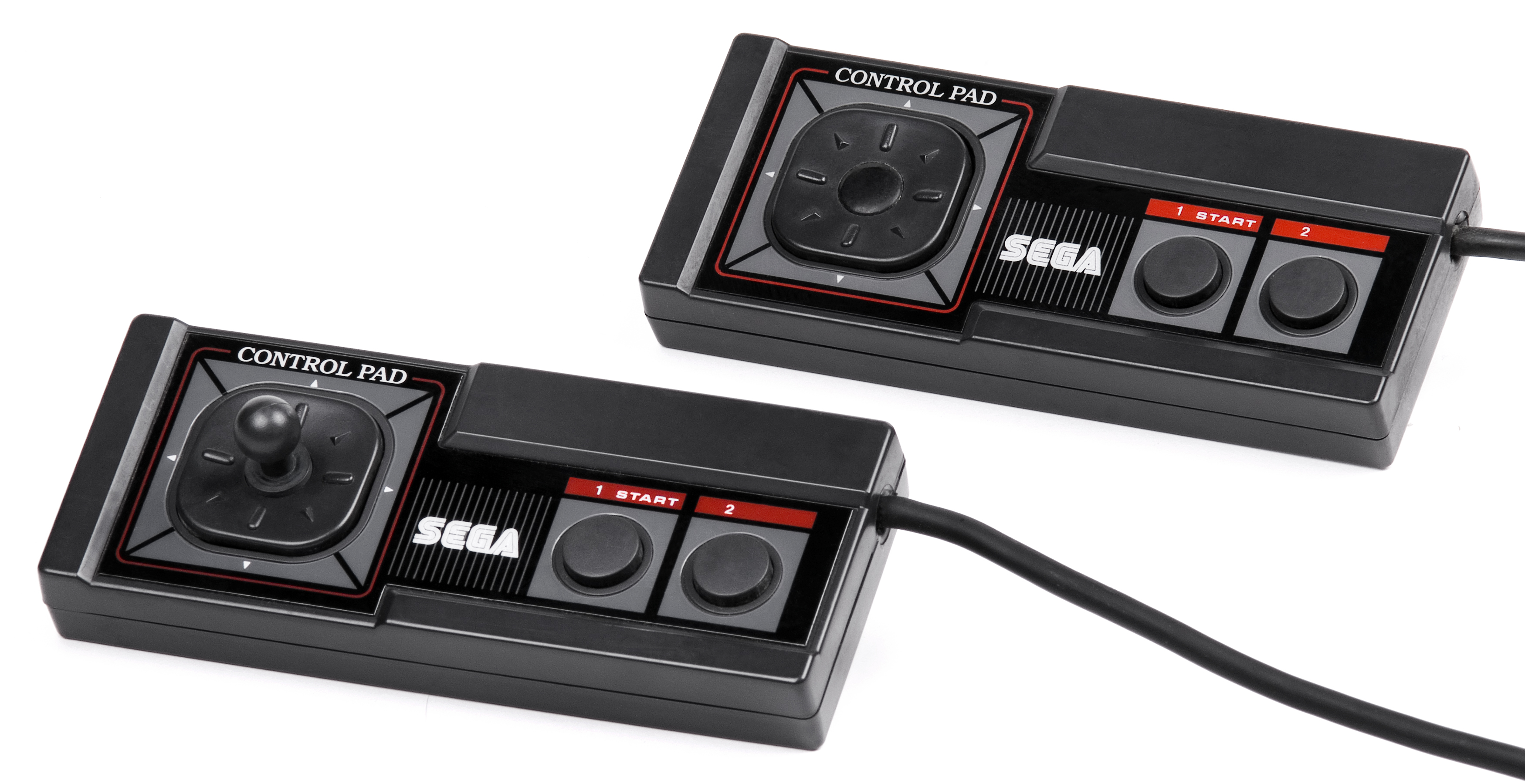
Controles do Master System.

- Sega Control Pad (controle padrão): Possui apenas dois botões (1/Iniciar e 2) e o direcional.
- SG Commander: Um controle diferente do original, possui função turbo (número 3021)
- Control Stick: Controle em forma de manche, disponível com o jogo OutRun ou sozinho (número 3060)
- Handle Controller: Controle para jogos de corrida e aeronaves (número 3041)
- Sports Pad: Controle estilo trackball, usado em alguns jogos de esporte (número 3040)
- Óculos 3D SegaScope: Óculos que dão a sensação de ambiente 3D em alguns jogos (3073)
- Sega Light Phaser: pistola para jogos de tiro (número 3050)
- Rapid Fire: Adiciona função turbo ao controle (número 3046)

Observações: Alguns acessórios só foram lançados na Europa, outros somente nos Estados Unidos. O acessório Rapid Fire, vendido no Brasil, não possui as duas chaves para ligar/desligar a função turbo.

## Especificações

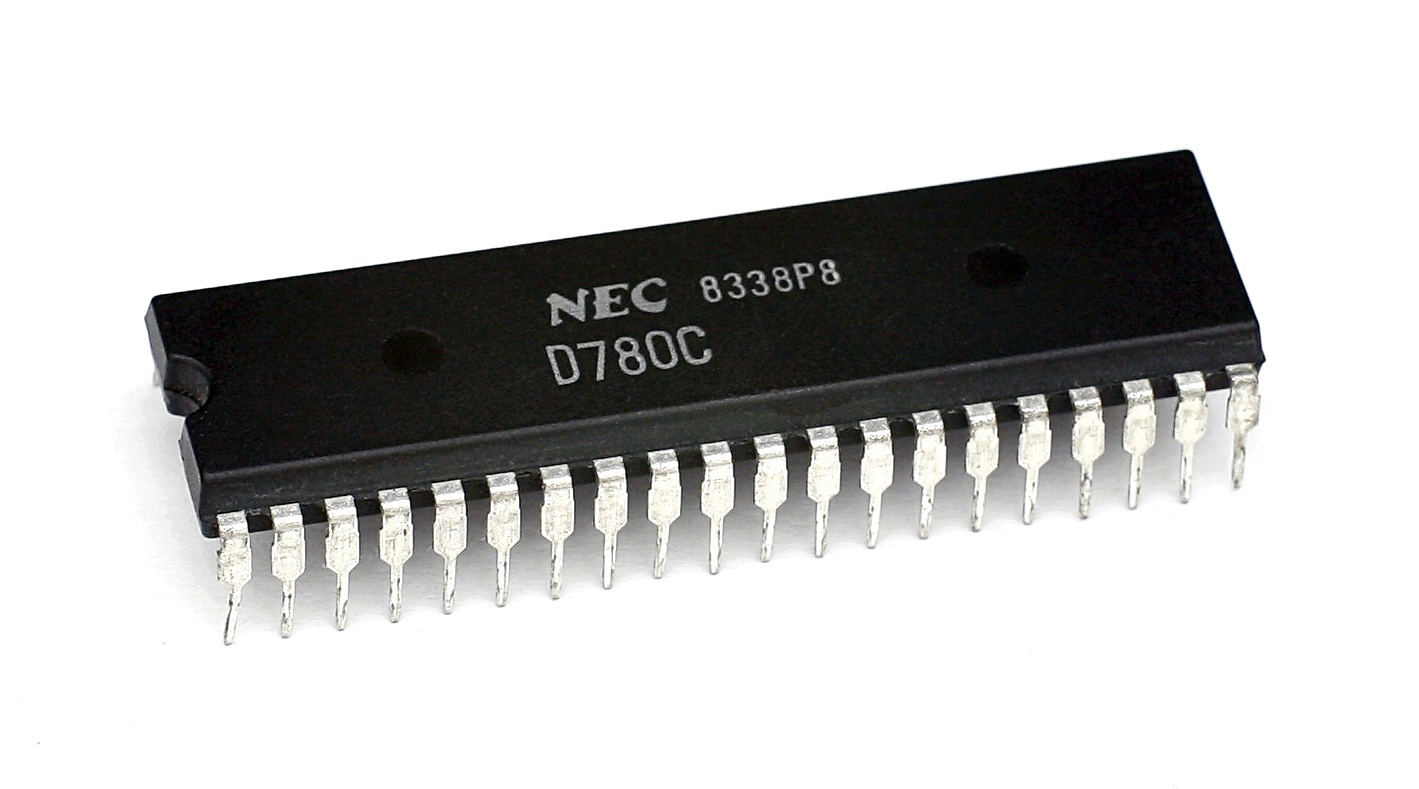
Zilog Z80.

- CPU: Zilog Z80 8-bit 3 579 545 Hz (3.58 MHz) em PAL/SECAM e NTSC
- Gráficos: Chip customizado da SEGA baseado do modelos Texas Instruments TMS9918/9928 com adições
- 384 Kbits ROM, jogos usam método de mudar páginas (cada página é 128Kbit) para ter acesso a toda a área do cartucho
- Som: Texas Instruments SN76489 4 canais mono (chip FM YM2413 disponível apenas no aparelho Japonês)
- 64 Kbits (8KB) RAM
- 128 Kbits (16KB) Video RAM
- 16 cores simultâneas de 64 disponíveis.
- Resolução de tela de 256x192 (modelos mais recentes também suportam outras resoluções, 256x224 e 256x240)
- 3 geradores de som quadrado + 1 gerador de som de Ruído branco
- 1 slot para cartuchos
- 1 slot para cartões (descartado em modelos posteriores)
- 1 slot de expansão (não usado fora do Japão)

## Jogos

### Mais vendidos no Brasil
Em 2004, a Tec Toy revelou os jogos mais vendidos do SMS:
1. Castle of Illusion
2. Jogos de Verão
3. Double Dragon
4. Great Soccer
5. Mortal Kombat II
6. Rambo III
7. After Burner
8. Indiana Jones
9. Sonic the Hedgehog 2
10. Black Belt